# Lake McDonald
Lake McDonald, inne nazwy: McDonald Lake oraz Terry Lake – największe jezioro na terenie parku narodowego Glacier, w stanie Montana w hrabstwie Flathead. Jezioro leży na zachód od wododziału kontynentalnego przechodzącego przez najwyższą część parku. Wzdłuż południowego brzegu jeziora wiedzie widokowa droga Going-To-The-Sun Road, która poprzez przełęcz Logana pozwala pokonać park w kierunku wschód-zachód.

## Powstanie jeziora
Jezioro, podobnie jak wiele innych jezior w Glacier National Park, powstało podczas ostatniej epoki lodowcowej. Około dziesięciu tysięcy lat temu masywne lodowce o grubości ponad 1000 metrów podczas swego powolnego schodzenia z gór wypychały spod siebie ogromną ilość materiału skalnego. Ten tworzył moreny u podstawy lodowca, których wysokość przekraczała często 60 metrów wysokości. Na terenie pozbawionym rumoszu oraz części skał powstała, względem otaczającego terenu, głęboka depresja. Gdy epoka lodowcowa dobiegła końca lodowce pękały i topniały, a woda z topniejącego lodowca wypełniała nieckę dodatkowo zasilaną spływającymi strumykami z gór. Ten powolny proces utworzył obecne jezioro Lake McDonald.

## Życie w jeziorze

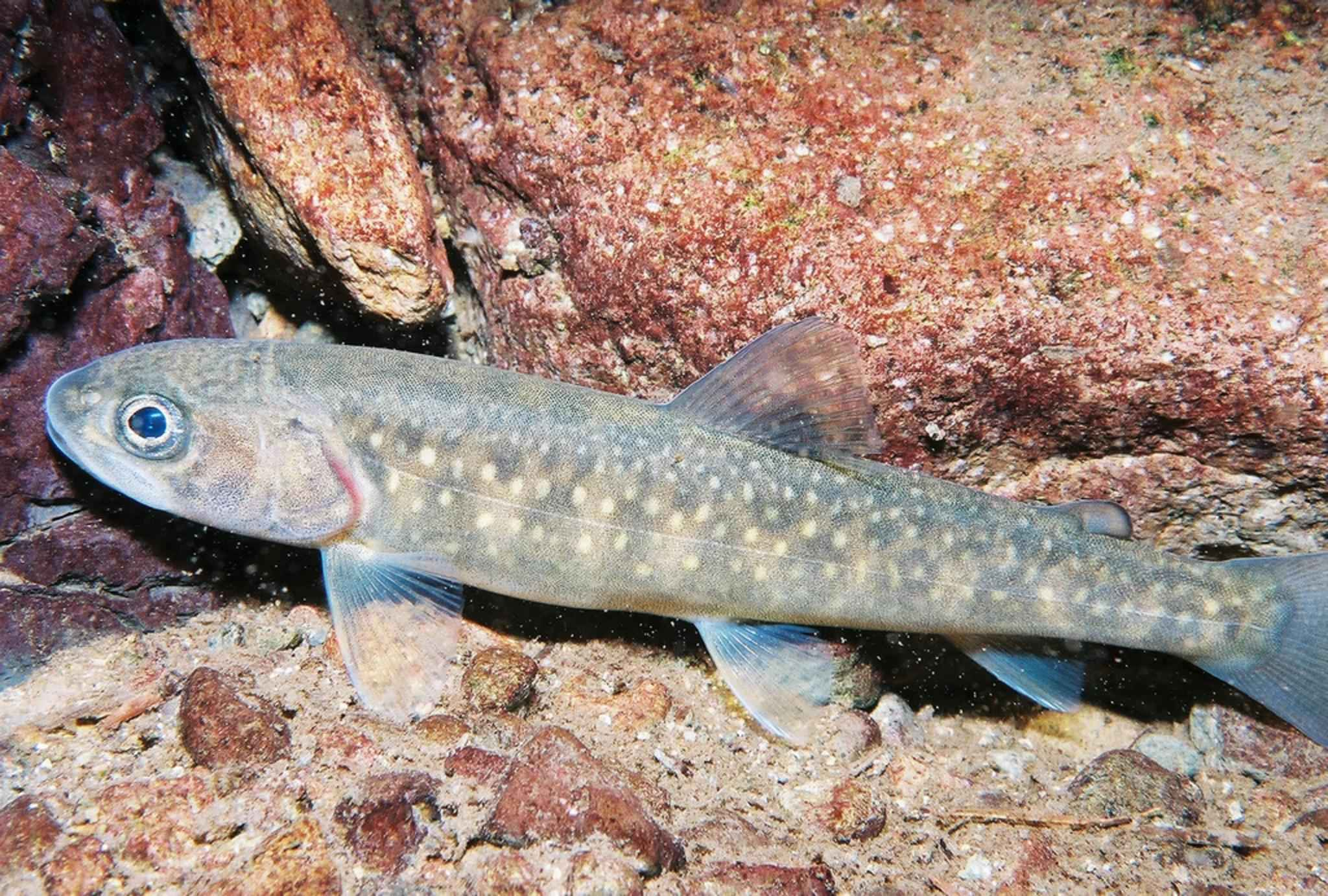
Odpoczywająca pomiędzy kamieniami ryba Salvelinus confluentus

Temperatura wody w jeziorze nigdy nie przekracza 10 stopni Celsjusza na powierzchni, z tendencją spadkową w głąb. To powoduje bardzo znikome tworzenie się planktonu. Dlatego też woda odznacza się wysoką przejrzystością, a szczegóły dna można obserwować do głębokości ponad 9 m.
Skrajnie niski poziom żyzności oraz niska temperatura, a także minerały dostarczane przez otaczające skały powodują, że również fauna jeziora jest bardzo uboga. W przeszłości w jeziorze głównie występowały ryby Salvelinus confluentus należące do łososiowatych (Salmonidae). Jednak obecnie są one rzadkością, natomiast po wytrzebieniu naturalnie występującego gatunku wprowadzono szereg gatunków pstrągów i palii, które zadomowiły się zarówno w jeziorze, jak i w szeregu dopływów.

## Turystyka

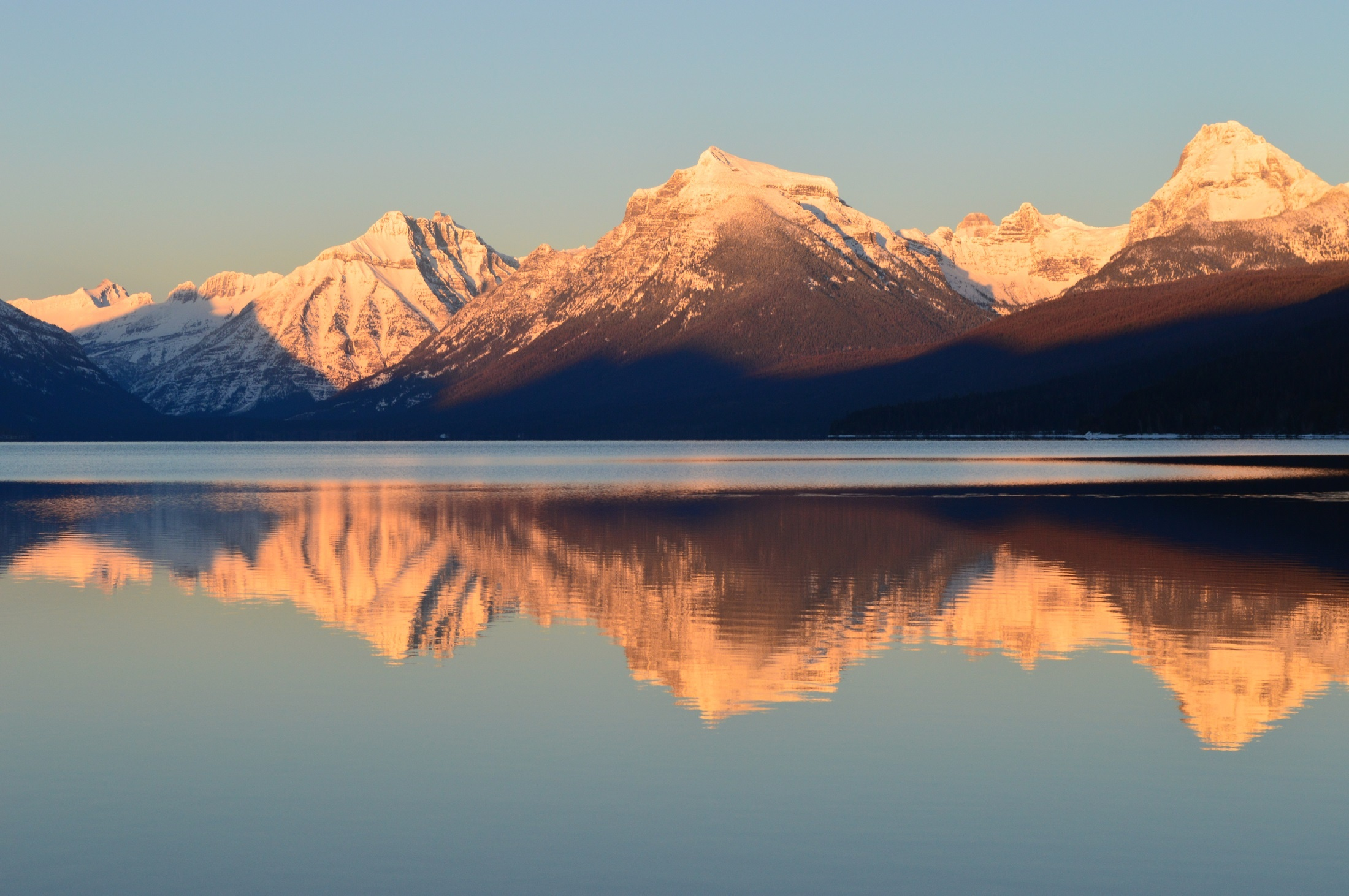
Jezioro Lake McDonald

Lake McDonald jest najpopularniejszym miejscem w Parku Narodowym Glacier. Na brzegach, w skrajnych punktach jeziora oraz w pobliżu wejścia zachodniego do parku, zlokalizowanych jest kilka hoteli i punktów usługowych. Oferują one szereg atrakcji nad jeziorem, między innymi wycieczki stateczkiem po jeziorze. Jednak większość linii brzegowej Lake McDonald ze względu na zadrzewienie jest trudno dostępna, a rozwój turystyczny ograniczony jest głównie do dwóch obszarów (zachodniego i wschodniego krańca jeziora).
Wzdłuż północnego brzegu oraz w wielu innych miejscach (szczególnie w pobliżu zachodniego krańca) znajduje się szereg szlaków pieszych o różnym stopniu trudności. Wiele z nich prowadzi do punktów widokowych, z których można podziwiać jezioro i majestatyczne otoczenie.
W pobliżu zachodniego krańca jeziora znajduje się jedno z trzech centrów informacyjnych dla turystów w Parku, obsługiwanego przez rangers z National Park Service. Jest to Apgar Visitor Center.